# Lituolina
Lituolina es un suborden de foraminíferos del orden Lituolida que agrupa taxones tradicionalmente incluidos en el Suborden Textulariina o en el orden Textulariida. Su rango cronoestratigráfico abarca desde el Devónico hasta la Actualidad.

## Clasificación
Lituolina incluye a las siguientes superfamilias:
- Superfamilia Lituotuboidea
- Superfamilia Lituoloidea
- Superfamilia Recurvoidoidea